# Chiesa di Sant'Adalberto (Ústí nad Labem)
La chiesa di Sant'Adalberto (in ceco Kostel svatého Vojtěcha) è il luogo di culto che si trova in Hradiště ulica a Ústí nad Labem, comune del Distretto di Ústí nad Labem, nella omonima regione, Repubblica Ceca. La parrocchia appartiene alla diocesi di Litoměřice, suffraganea dell'arcidiocesi di Praga. La sua costruzione nelle forme recenti risale al XVIII secolo e viene considerata un monumento culturale nazionale.

## Storia

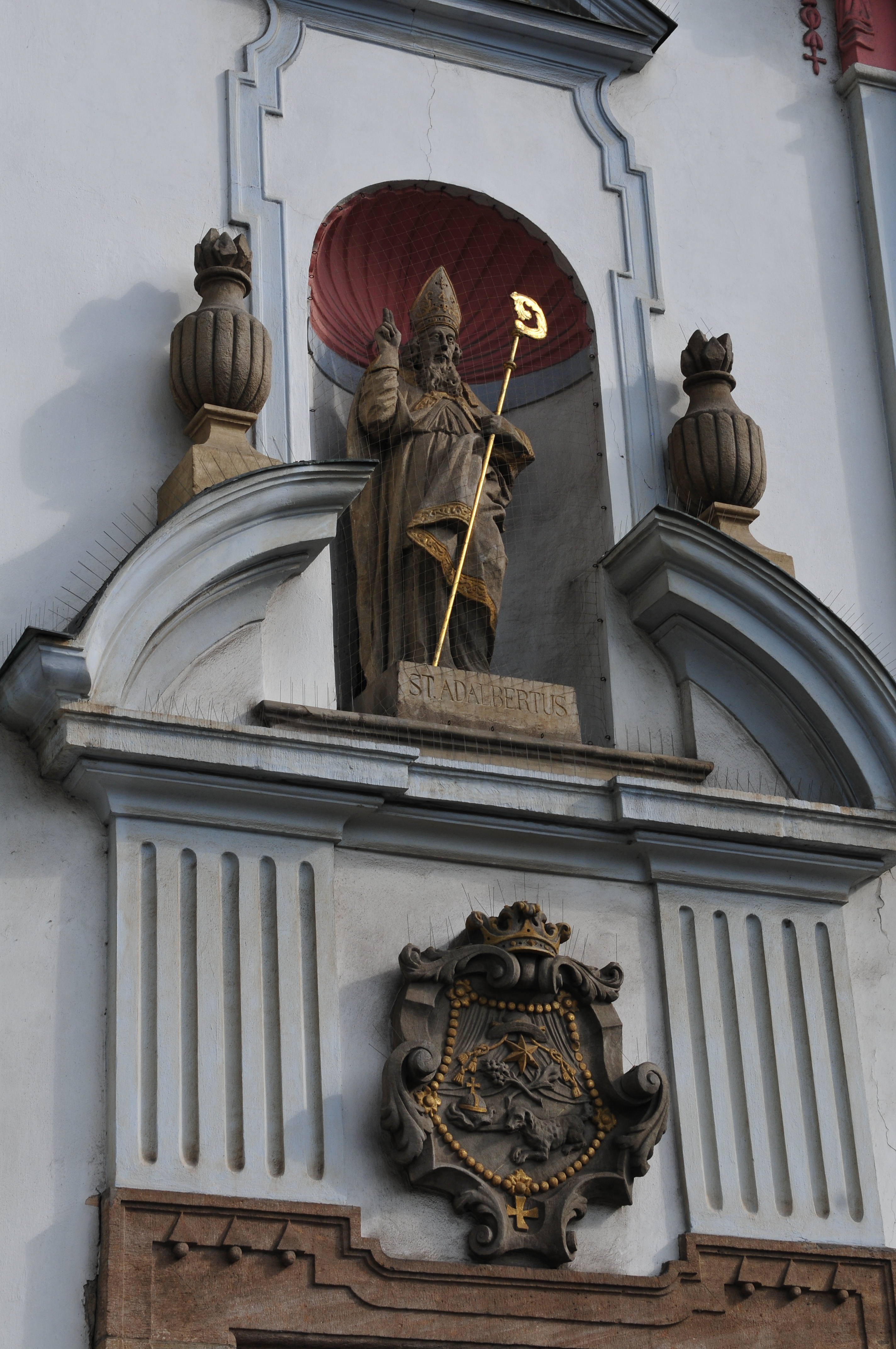
Particolare della nicchia posta sul portale di accesso principale

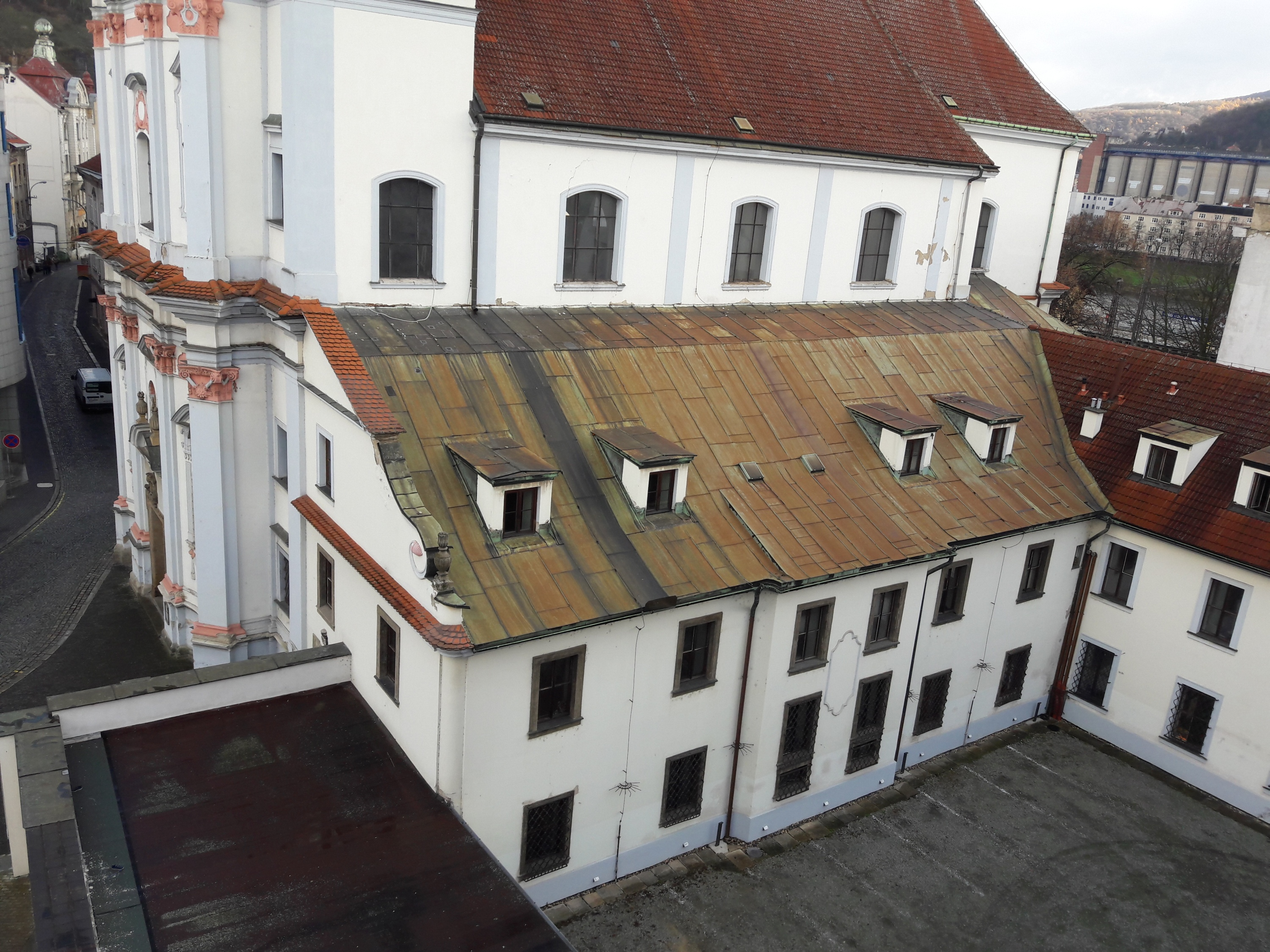
Chiesa vista lateralmente, dal vicino convento

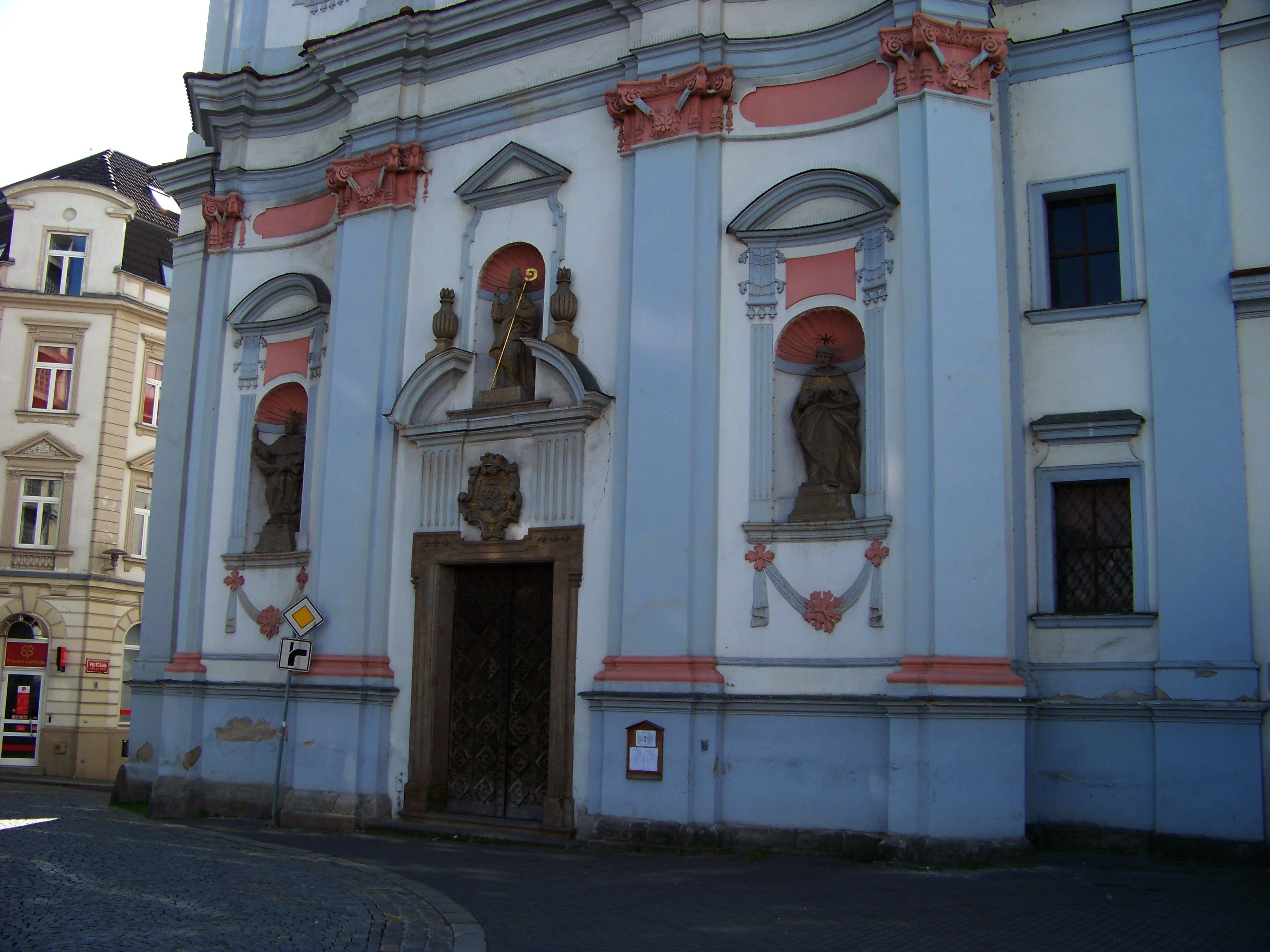
Particolare della parte bassa della facciata

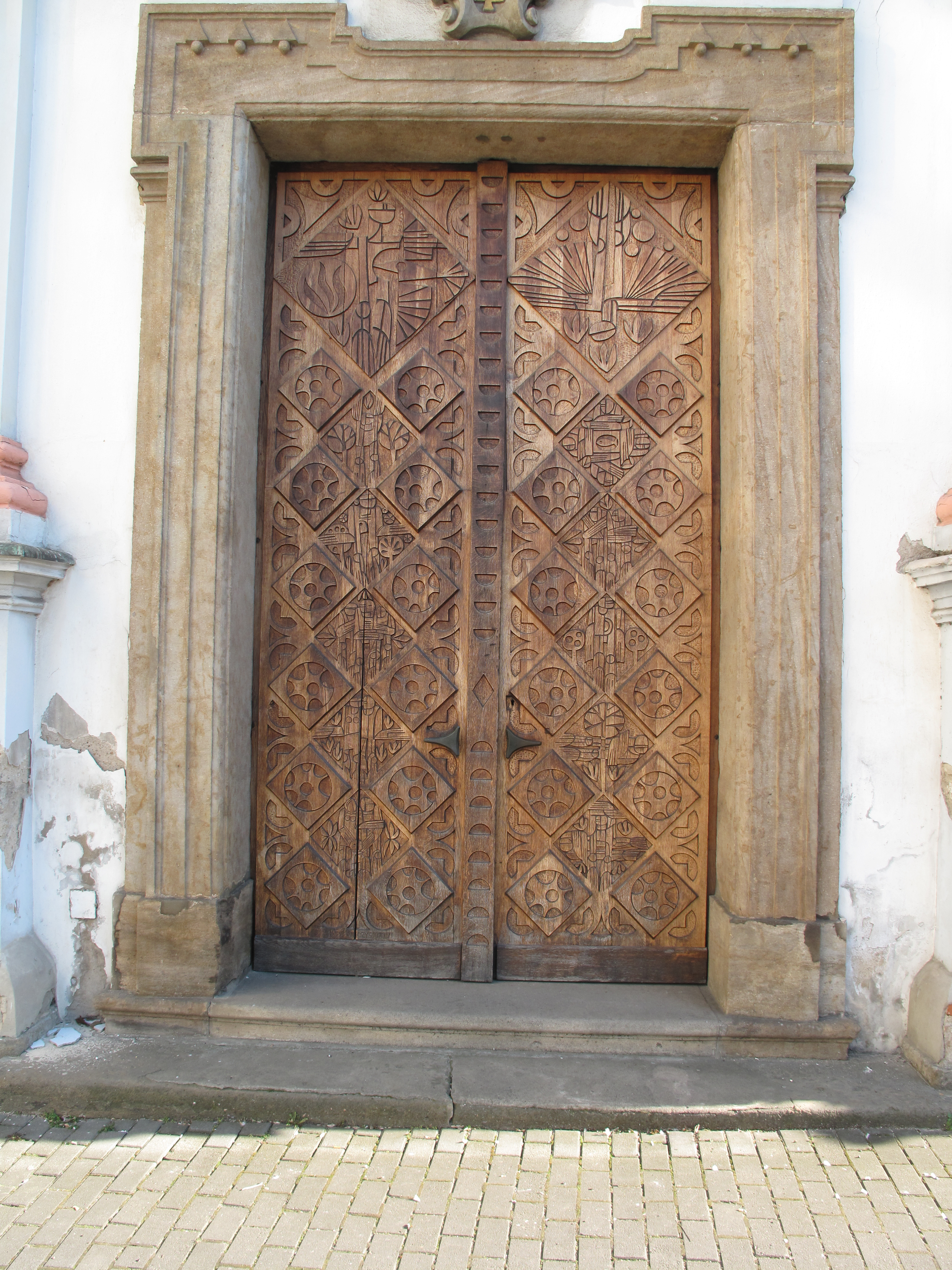
Portale storico in legno intagliato

La chiesa fu costruita sul sito di una struttura più antica tra il 1714 e il 1735 su progetto di Ottavio Broggio. L'edificio originario della chiesa parrocchiale di Sant'Adalberto risale al 1186. Dopo la fondazione della chiesa dell'Assunzione della Vergine Maria questa divenne la parrocchiale per gli abitanti cechi dei sobborghi e dei villaggi circostanti. Dopo un incendio che la distrusse nel 1538 fu ricostruita nel 1555. Dal 1617 divenne la chiesa conventuale del vicino convento dei domenicani. La chiesa acquistò il suo aspetto barocco negli anni tra il 1714 e il 1722, come attestato dalla data sulla facciata. Venne solennemente consacrata nel 1731 e fu oggetto di ulteriori nuove modifiche fino al 1735. Si tratta forse del primo lavoro di Broggio del 1704 dopo aver studiato gli edifici sacri di Praga e aver progettato la chiesa della Santissima Trinità del Monastero Trinitario nella capitale. I murali del 1928 furono realizzati da Albert Müller. Durante il periodo della Repubblica Socialista Cecoslovacca la chiesa fu trasformata in magazzino e poi in sala espositiva, fu imbiancata e tutte le attrezzature interne furono portate via. Dopo la fine dell'Unione Sovietica la chiesa è stata restaurata e riaperta al culto.

## Descrizione

### Esterni
La chiesa di Sant'Adalberto è un edificio barocco che si trova nella zona centrale di Ústí nad Labem, comune della omonima regione nella Repubblica Ceca. Posta sul lato nord-est del monastero domenicano è il monumento barocco più caratteristico di Ústí nad Labem. La facciata a capanna è estremamente elaborata ed è fiancheggiata sui lati da torri prismatiche con tetto a tenda che si inseriscono in parte nella pianta della chiesa. La facciata è divisa orizzontalmente da un plinto e da due travi complete riccamente profilate in corrispondenza del coronamento e del cornicione a cordone. Altri cornicioni presentano torri, ma questi hanno solo un cornicione profilato meno massiccio. Verticalmente la facciata è divisa da lesene. Nell'asse centrale dell'edificio si trova il portale dell'ingresso principale. Le parti superiori del portale sono decorate con triglifi scanalati. Sul frontone sono montati due vasi decorativi in arenaria. Sul portale si trova una nicchia semicircolare arcuata con una conchiglia decorata a strombo. Sotto la nicchia si trova una cornice profilata in arenaria. La statua nella nicchia rappresenta il santo titolare in piedi. Sopra l'architrave, tra i triglifi, si trova lo stemma in arenaria parzialmente dorato dell'ordine domenicano.

### Interni
La sala è ad una sola navata in mattoni non orientati, intonacata senza particolari decorazioni e a pianta grossolanamente rettangolare con presbiterio arretrato. Le estremità del presbiterio sono sotto il tetto a padiglione.

### Monumento culturale della Repubblica Ceca
La tutela dei monumenti della Repubblica Ceca considera la chiesa di Sant'Adalberto a Ústí nad Labem un monumento culturale tutelato col numero di catalogo 1000154949_0001. Con la chiesa viene tutelato anche il monastero domenicano alla quale il luogo di culto è legato.